# Roger Sessions
Roger Huntington Sessions, född 28 december 1896 i Brooklyn i New York, död 16 mars 1985 i Princeton i New Jersey, var en amerikansk kompositör, kritiker och lärare i musik.

## Biografi
Sessions föddes i en familj som kunde spåra sina rötter tillbaka till den amerikanska revolutionen. Hans mor, Ruth Huntington Sessions, var en direkt ättling till Samuel Huntington, en undertecknare av självständighetsförklaringen.
Sessions studerade musik på Harvard University från 14 års ålder. Där skrev han för, och senare även redigerade, Harvard Musical Review. Efter examen vid 18 års ålder fortsatte han att studera vid Yale University under Horatio Parker och Ernest Bloch innan han själv började undervisa vid Smith College. Med undantag för hans skådespelsmusik till pjäsen The Black Maskers, skriven delvis i Cleveland 1923, kom hans första stora kompositioner till medan han reste i Europa senare delen av 1920-talet och början av 1930-talet.
Efter att ha återvänt till USA 1933 undervisade Sessions först vid Princeton University (från 1936), men flyttade till University of California, Berkeley, där han undervisade 1945-1953, och återvände sedan till Princeton där han stannade till sin pensionering 1965.
Sessions invaldes vid American Academy of Arts and Sciences 1961. Han utsågs till en Blochprofessur vid Berkeley (1966–1967), och gav Charles Eliot Norton-föreläsningar vid Harvard University 1968–1969. Han fortsatte att undervisa på deltid vid Juilliard School från 1966 till 1983.
Hans egna verk skrivna fram till omkring 1930 har en mer eller mindre neoklassisk stil. De som är skrivna mellan 1930 och 1940 är mer eller mindre tonala men harmoniskt komplexa. Verken från 1946 och framåt är atonala (som operan Montezuma), och med börjar av Solo Violin Sonata 1953, seriala – men utan användning av tolvtonsteknik.

## Hedersbetygelser
År 1968 fick Sessions Edward MacDowell-medalj för framstående bidrag till konsten av MacDowell Colony. Han vann ett särskilt Pulitzerpris 1974 med hänvisning till "sitt livsverk som en framstående amerikansk kompositör." År 1982 vann han det årliga Pulitzerpriset för musik för hans Concerto for Orchestra, som uruppfördes av Boston Symphony Orchestra den 23 oktober 1981.